# Ikechukwu Ezenwa
Ikechukwu Ezenwa est un footballeur international nigérian né le 16 octobre 1988 à Yenagoa. Il évolue au poste de gardien de but.

## Biographie
Il fait partie du groupe nigérian médaillé d'argent aux Jeux olympiques d'été de 2008.

## Carrière
- 2006-2008 :  Ocean Boys FC
- 2008-2011 :  Heartland FC
- 2011-2014 :  Sharks FC
- depuis 2014 :  Sunshine Stars FC [1],[2]

## Palmarès
Avec le Nigeria :
- Médaille d'argent aux Jeux olympiques d'été de 2008